# Unterseeboot type U 66
Le Unterseeboot type U 63 est une classe de sous-marins (Unterseeboot) moyens de la Kaiserliche Marine durant la Première Guerre mondiale. Ils avaient été commandés pour la marine austro-hongroise, mais ont été confisqués au début de la guerre. Au total, cinq unités de cette classe ont été construites. Ils ont été en service de 1915 à 1918. Trois ont été perdus pendant la guerre et deux ont été acquis par la Grande-Bretagne après la guerre.

## Construction
Les sous-marins avaient été commandés à l’origine par l’Autriche-Hongrie au chantier naval allemand Germaniawerft à Kiel. Les sous-marins de type UD devaient être désignés SM U-7 à SM U-11 après leur entrée en service. La marine austro-hongroise devait acquérir ses sous-marins les plus avancés et en même temps les premiers sous-marins véritablement aptes au combat. Cependant, leur achèvement pour le client d’origine a été empêché par le déclenchement de la Première Guerre mondiale. Le 28 novembre 1914, les sous-marins ont été rachetés par l’Allemagne. Ils ont été terminés sous une forme modifiée et adaptée aux normes allemandes.

## Conception
Les sous-marins avaient une conception à double coque. L’armement de base se composait d’un seul canon de 8,8 cm SK L/30 et de cinq tubes lance-torpilles de 450 mm (quatre à l’avant et un à l’arrière) avec une réserve de 12 torpilles. Le système de propulsion se composait de deux moteurs Diesel Germania à 6 cylindres d’une puissance de 2300 ch et de deux moteurs électriques SSW d’une puissance de 1260 ch, entraînant deux hélices. La vitesse maximale était de 16,8 nœuds en surface et de 10,3 nœuds sous la surface. L’autonomie était de 6500 milles marins à 8 nœuds en surface et de 115 milles marins à 5 nœuds sous l’eau. La profondeur de plongée opérationnelle atteignait 50 mètres. Le temps d’immersion était de 100 secondes.

## Modifications
En 1916-1917, ils sont réarmés d’un seul canon de 10,5 cm SK L/45.

## Unités de la classe U 66[2]
| Nom  | Chantier naval      | Pose de la quille | Lancement       | Mise en service | Destin |
| ---- | ------------------- | ----------------- | --------------- | --------------- | --- |
| U-66 | Germaniawerft, Kiel | 1913              | 22 avril 1915   | Juillet 1915    | On estime qu’il a été perdu dans la mer du Nord le 3 septembre 1917 pour des raisons inconnues.                                       |
| U-67 | Germaniawerft, Kiel | 1913              | 15 mai 1915     | août 1915       | Remis à la Grande-Bretagne en 1918, démoli.                                                                                           |
| U-68 | Germaniawerft, Kiel | 1913              | 1er juin 1915   | août 1915       | Le 22 mars 1916, il est coulé au sud-ouest de l’Irlande par le Q-ship britannique Farnborough.                                        |
| U-69 | Germaniawerft, Kiel | 1913              | 24 juin 1915    | septembre 1915  | Perdu le 24 juillet 1917 pour des raisons inconnues. Selon une version, il aurait été coulé par le destroyer britannique HMS Patriot. |
| U-70 | Germaniawerft, Kiel | 1913              | 20 juillet 1915 | septembre 1915  | Remis à la Grande-Bretagne en 1918, démoli.                                                                                           |